# Great Lever
Great Lever är en stadsdel i Bolton, i distriktet Bolton, i grevskapet Greater Manchester, i England. Denna ward hade 18 097 invånare år 2021. Great Lever var en civil parish från 1866 till 1898 då den blev en del av Bolton. Denna civil parish hade 5 400 invånare år 1891.